# Nothin' to Lose
Nothin' to Lose è un brano del gruppo hard rock statunitense Kiss, pubblicato per la prima volta nel febbraio del 1974 all'interno del loro omonimo album.

## Antefatti
Gene Simmons, l'unico autore della canzone, ha ammesso che il testo della canzone raccontava il cantante che costringeva la sua ragazza a provare il sesso anale e il suo successivo godimento. Gene Simmons, Paul Stanley e Peter Criss condividono la voce principale della canzone.
La canzone è stata la prima canzone dei Kiss a presentare un musicista in più, poiché Bruce Foster ha suonato il piano nella traccia. Il suo contributo è stato annotato sulla copertina dell'album. Nothin' to Lose è stata una delle prime canzoni eseguite dai Kiss nelle loro prime apparizioni nazionali, in In Concert della ABC il 19 febbraio (lo spettacolo è andato in onda il 29 marzo). Altre canzoni eseguite nello show erano Firehouse e Black Diamond.

## Recensioni
Cash Box ha detto che: "Una delle migliori e nuove band heavy metal uscite da New York da un po 'di tempo debutta qui (con Kerner-Wise ai controlli) con un rocker molto pesante e molto gustoso che ricorda i Deep Purple, ma capace stare in piedi liberamente da solo per i propri meriti." Record World lo ha definito un "hard rocker per eccellenza" con "voci grandi e coraggiose e strumentali pesanti".

## Performance live
La canzone è stata suonata spesso negli anni '70, ma ampiamente ignorata negli anni '80. Nel successivo decennio, la band ha eseguito il brano alla Kiss Convention (una volta con Peter Criss) e al MTV Unplugged, come durante il concerto di Psycho Circus a Los Angeles.

## Il brano
Si tratta di un classico dei Kiss, il quale è stato suonato molto nei primi anni '70, ma ignorato durante i dieci anni seguenti. 

È stato ripreso nella seconda metà degli anni '90 durante il Kiss Convention (una volta con Peter Criss) e durante lo show per MTV del 1995. 
 
Infine venne ripresa nel Reunion Tour, nel 1996 e durante il Psycho Circus Tour del 1998.

### Apparizioni Live
Appare nel primo live album della band, per poi essere ripresa nell'album acustico del 1995 ed infine nel CD per il 35º anniversario

### Tutte le apparizioni
| Data | Album                                                                               | Riferimenti |
| ---- | ----------------------------------------------------------------------------------- | ----------- |
| 1974 | Kiss - Pubblicato: 18 febbraio 1974 - Etichetta: Casablanca                         | [ 4 ]       |
| 1975 | Alive! - Pubblicato: 10 settembre 1975 - Etichetta: Casablanca                      | [ 5 ]       |
| 1976 | The Originals - Pubblicato: 21 luglio 1976 - Etichetta: Casablanca                  | —           |
| 1996 | Kiss Unplugged - Pubblicato: 12 marzo 1996 - Etichetta: Mercury                     | [ 6 ]       |
| 2001 | The Box Set - Pubblicato: 20 novembre 2001 - Etichetta: Mercury                     | [ 7 ] [ 8 ] |
| 2005 | Gold - Pubblicato: 11 gennaio 2005 - Etichetta: Universal                           | [ 9 ]       |
| 2005 | Kiss Chronicles: 3 Classic Albums - Pubblicato: 21 giugno 2005 - Etichetta: Mercury | —           |
| 2006 | KISS Alive! 1975-2000 - Pubblicato: 21 novembre 2006 - Etichetta: Mercury           | [ 10 ]      |
| 2008 | Kiss Alive 35 - Pubblicato: 30 maggio 2008 - Etichetta: Clear Channel               | —           |

#### Altre apparizioni
- Come lato B di Kissin' Time
- Come lato B della versione live di Shout It Out Loud

## Tracce
- Lato A: Nothin' to Lose
- Lato B: Love Theme from Kiss

## Formazione
- Gene Simmons: basso, cori
- Paul Stanley: chitarra ritmica, cori
- Peter Criss: batteria, voce
- Ace Frehley: chitarra solista, cori